# Міжава
Міжава (пол. Mierzawa) — річка в Польщі, у Малопольському й Свентокшиському воєводствах. Права притока Ніди (басейн Балтійського моря).

## Опис
Довжина річки 64,18 км, найкоротша відстань між витоком і гирлом — 27,57 км, коефіцієнт звивистості річки — 2,33. Площа басейну водозбору 536,6 км².

## Розташування
Бере початок біла села Волиця ґміни Козлув Меховського повіту Малопольського воєводства . Спочатку тече переважно на північний захід, біля Мстичува повертає на північний схід і тече через Бяловіж, Чекай, місто Сендзішув. Після села Войцуховіце річка тече на південний схід, потім на північний схід і на північно-східній стороні від Повловіце впадає у річку Ніду, ліву притоку Вісли.
Притоки: Мозгава (права).